# Xenochalepus ater
Xenochalepus ater är en skalbaggsart som först beskrevs av Julius Weise 1905.  Xenochalepus ater ingår i släktet Xenochalepus och familjen bladbaggar. Inga underarter finns listade i Catalogue of Life.